# Pinhais
Pinhais è un comune del Brasile nello Stato del Paraná, parte della mesoregione Metropolitana de Curitiba e della microregione di Curitiba.
Il comune, che per estensione territoriale è il più piccolo dello Stato del Paraná, nel 1992 si è distaccato dal comune di Piraquara. Nel suo territorio si trova l'Autódromo Internacional de Curitiba.